# Hatta Club
Hatta Club, właśc. Hatta Sports Club – emiracki klub piłkarski z siedzibą w Hatta.

## Historia
Klub został założony w 1981. W sezonie 2007/2008 zadebiutował w rozgrywkach pierwszej ligi.

### Historia występów w pierwszej lidze
| Sezon   | Liga           | Miejsce      |
| ------- | -------------- | ------------ |
| 2007/08 | UAE Pro League | 12. (spadek) |
| 2016/17 | UAE Pro League | 10.          |
| 2017/18 | UAE Pro League | 12. (spadek) |
| 2019/20 | UAE Pro League | 13.          |
| 2020/21 | UAE Pro League | 14. (spadek) |
| 2023/24 | UAE Pro League |              |

## Reprezentanci kraju grający w klubie
Stan na grudzień 2023
|  | - Nikolai Topor-Stanley - Tamimou Ouorou - Issiaka Ouédraogo - Benik Afobe - Ngasanya Ilongo - Aaron Tshibola - Mustapha Jarju - Godwin Attram - Yaseen Al-Bakhit - Hassan Abdel Fattah - Alexander Merkel - Shabaib Al-Khaldi |  | - Jean-Emmanuel Effa Owona - Chakib Benzoukane - Hassan Souari - Fufuco - Mihai Răduț - Adrian Ropotan - Vernon De Marco - Miral Samardžić - Muataz Kabir - Mitchell te Vrede - Abdelrazak Al Hussain - Omar Midani |  | - Moustafa Zeidan - John Tibar George - Said Khamis - Patrick Fabiano - Rodrigo Silva - Dostonbek Khamdamov - Vladimir Koman - Mwape Musonda - Younes Ahmad Abdullah - Mohamed Qasim Al-Balooshi - Mansour Mohamed Al-Blooshi - Adnan Al-Bloushi |  | - Maher Jassim Al-Hafar - Badr Yaqoot Al-Juraishi - Ahmed Khamis Al-Khaleifi - Eisa Ahmed Al-Marzouqi - Sultan Barghash Al-Menhali - Mohamed Khalfan Al-Mesmari - Shehab Ahmed Al-Olaqi - Fahad Feraish Al-Qubaisi - Ahmed Mahmoud Ashoori - Mousa Abdulrahman Hatab - Jassem Yaqoub Salman - Essa Obaid Shirook |